# خوان تراساس
خوان تراساس (اسپانیایی: Juan Terrazas‎; ۵ دسامبر ۱۹۰۹ – ۴ نوامبر ۱۹۴۷) بازیکن فوتبال اهل مکزیک بود.
از باشگاه‌هایی که در آن بازی کرده‌است می‌توان به باشگاه فوتبال آمریکا اشاره کرد.
وی همچنین در تیم ملی فوتبال زیر ۲۳ سال مکزیک بازی کرده‌است.